# 4274 Karamanov
4274 Karamanov este un asteroid din centura principală, descoperit pe 6 septembrie 1980 de Nikolai Cernîh.